# 1980 ve filmu

## Filmy roku 1980

### České filmy
- Blázni, vodníci a podvodníci (režie: Tomáš Svoboda)
- Co je doma, to se počítá, pánové... (režie: Petr Schulhoff)
- Cukrová bouda (režie: Karel Kachyňa)
- Dívka s mušlí (režie: Jiří Svoboda)
- Hra o královnu (režie: Karel Steklý)
- Jak napálit advokáta (režie: Vladimír Čech)
- Kluci z bronzu (režie: Stanislav Strnad)
- Matěji, proč tě holky nechtějí? (režie: Milan Muchna)
- Krakonoš a lyžníci  (režie: Věra Plívová)
- Na koho to slovo padne (režie: Antonín Kachlík)
- Něco je ve vzduchu (režie: Ludvík Ráža)
- Postřižiny (režie: Jiří Menzel)
- Prázdniny pro psa (režie: Jaroslava Vošmiková)
- Půl domu bez ženicha (režie: Hynek Bočan)
- Signum laudis (režie: Martin Hollý)
- Temné slunce (režie: Otakar Vávra)
- Ten svetr si nesvlíkej (režie: Zdeněk Míka)
- Trhák (režie: Zdeněk Podskalský)
- Trnové pole (režie: Otakar Kosek)
- Útěky domů (režie: Jaromil Jireš)
- Vrchní, prchi! (režie: Ladislav Smoljak)
- Za trnkovým keřem (režie: Václav Gajer)
- Zlatá slepice (režie: Ladislav Rychman)

### Zahraniční filmy
- Oblomov
- Osvícení
- Připoutejte se, prosím!
- Smrt v přímém přenosu
- Sprej na vlasy